# Rogóźno (powiat zgierski)
Rogóźno – wieś w Polsce położona w województwie łódzkim, w powiecie zgierskim, w gminie Zgierz.
Przez miejscowość przebiega droga wojewódzka nr 702.

## Położenie
Do 1954 roku istniała gmina Rogóźno. W latach 1975–1998 miejscowość należała administracyjnie do ówczesnego województwa łódzkiego.